# Danh sách đảo thuộc chủ quyền của Indonesia
Dưới đây là danh sách các đảo thuộc chủ quyền của Indonesia xếp theo diện tích
| Hạng | Tên         | Diện tích (km²)                           | Toạ độ đảo                                    | Hành chính                                                                               |
| ---- | ----------- | ----------------------------------------- | --------------------------------------------- | ---------------------------------------------------------------------------------------- |
| 1    | Borneo      | 582.593 (phần Borneo thuộc Indonesia)     | 0°0′N 114°0′Đ / 0°B 114°Đ                     | Trung Kalimantan, Đông Kalimantan, Bắc Kalimantan, Nam Kalimantan và Tây Kalimantan      |
| 2    | Sumatra     | 473.481                                   | 0°0′N 102°0′Đ / 0°B 102°Đ                     | Aceh, Bengkulu, Jambi, Lampung, Riau, Bắc Sumatera, Nam Sumatera và Tây Sumatera         |
| 3    | New Guinea  | 420.540 (phần New Guinea thuộc Indonesia) | 5°30′N 139°00′Đ / 5,5°N 139°Đ                 | Papua và Tây Papua                                                                       |
| 4    | Sulawesi    | 180.681                                   | 2°8′N 120°17′Đ / 2,133°N 120,283°Đ            | Gorontalo, Trung Sulawesi, Bắc Sulawesi, Nam Sulawesi, Đông Nam Sulawesi và Tây Sulawesi |
| 5    | Java        | 138.794                                   | 7°29′30″N 110°0′16″Đ / 7,49167°N 110,00444°Đ  | Banten, Jakarta, Yogyakarta, Trung Java, Đông Java và Tây Java                           |
| 6    | Halmahera   | 18.040                                    | 0°36′B 127°52′Đ / 0,6°B 127,867°Đ             | Bắc Maluku                                                                               |
| 7    | Timor       | 15.850 (phần Timor thuộc Indonesia)       | 9°30′N 124°45′Đ / 9,5°N 124,75°Đ              | Đông Nusa Tenggara                                                                       |
| 8    | Seram       | 17.454                                    | 3°8′N 129°30′Đ / 3,133°N 129,5°Đ              | Maluku                                                                                   |
| 9    | Sumbawa     | 14.386                                    | 8°47′N 118°5′Đ / 8,783°N 118,083°Đ            | Nusa Tenggara Barat                                                                      |
| 10   | Flores      | 14.154                                    | 8°40′29″N 121°23′4″Đ / 8,67472°N 121,38444°Đ  | Đông Nusa Tenggara                                                                       |
| 11   | Yos Sudarso | 11.742                                    | 7°57′N 138°24′Đ / 7,95°N 138,4°Đ              | Papua                                                                                    |
| 12   | Bangka      | 11.413                                    | 2°15′N 106°0′Đ / 2,25°N 106°Đ                 | Quần đảo Bangka-Belitung                                                                 |
| 13   | Sumba       | 10.711                                    | 9°32′52″N 119°52′23″Đ / 9,54778°N 119,87306°Đ | Đông Nusa Tenggara                                                                       |
| 14   | Buru        | 8.473                                     | 3°24′N 126°40′Đ / 3,4°N 126,667°Đ             | Maluku                                                                                   |
| 15   | Bali        | 5.416                                     | 8°25′23″N 115°14′55″Đ / 8,42306°N 115,24861°Đ | Bali                                                                                     |
| 16   | Lombok      | 4.625                                     | 8°33′54″N 116°21′4″Đ / 8,565°N 116,35111°Đ    | Nusa Tenggara Barat                                                                      |
| 17   | Belitung    | 4.478                                     | 2°50′N 107°55′Đ / 2,833°N 107,917°Đ           | Quần đảo Bangka-Belitung                                                                 |
| 18   | Madura      | 4.429                                     | 7°0′N 113°20′Đ / 7°N 113,333°Đ                | Đông Java                                                                                |
| 19   | Buton       | 4.408                                     | 5°3′N 122°53′Đ / 5,05°N 122,883°Đ             | Đông Nam Sulawesi                                                                        |
| 20   | Nias        | 4.048                                     | 1°6′B 97°32′Đ / 1,1°B 97,533°Đ                | Bắc Sumatera                                                                             |
| 21   | Siberut     | 3.828                                     | 1°23′N 98°54′Đ / 1,383°N 98,9°Đ               | Tây Sumatera                                                                             |
| 22   | Wetar       | 3.600                                     | 7°48′N 126°18′Đ / 7,8°N 126,3°Đ               | Maluku                                                                                   |
| 23   | Waigeo      | 3.154                                     | 0°12′N 130°50′Đ / 0,2°N 130,833°Đ             | Tây Papua                                                                                |
| 24   | Yamdena     | 3.100                                     | 7°36′N 131°25′Đ / 7,6°N 131,417°Đ             | Maluku                                                                                   |
| 25   | Taliabu     | 2.913                                     | 1°8′N 124°8′Đ / 1,133°N 124,133°Đ             | Bắc Maluku                                                                               |
| 26   | Muna        | 2.889                                     | 5°0′N 122°30′Đ / 5°N 122,5°Đ                  | Đông Nam Sulawesi                                                                        |
| 27   | Obira       | 2.542                                     | 1°30′N 127°45′Đ / 1,5°N 127,75°Đ              | Bắc Maluku                                                                               |

- Chú ý: Các đảo in nghiêng thuộc chủ quyền một phần của Indonesia

## Thống kê
Indonesia gồm 13.487 hòn đảo, tổng diện tích 1.919.440 kilômét vuông (741.050 dặm vuông)